# Schoenus pennisetis
Schoenus pennisetis är en halvgräsart som beskrevs av Stanley Thatcher Blake. Schoenus pennisetis ingår i släktet axagssläktet, och familjen halvgräs. Inga underarter finns listade i Catalogue of Life.